# Zitadelle von ’s-Hertogenbosch
Koordinaten: 51° 41′ 42″ N, 5° 18′ 12″ O

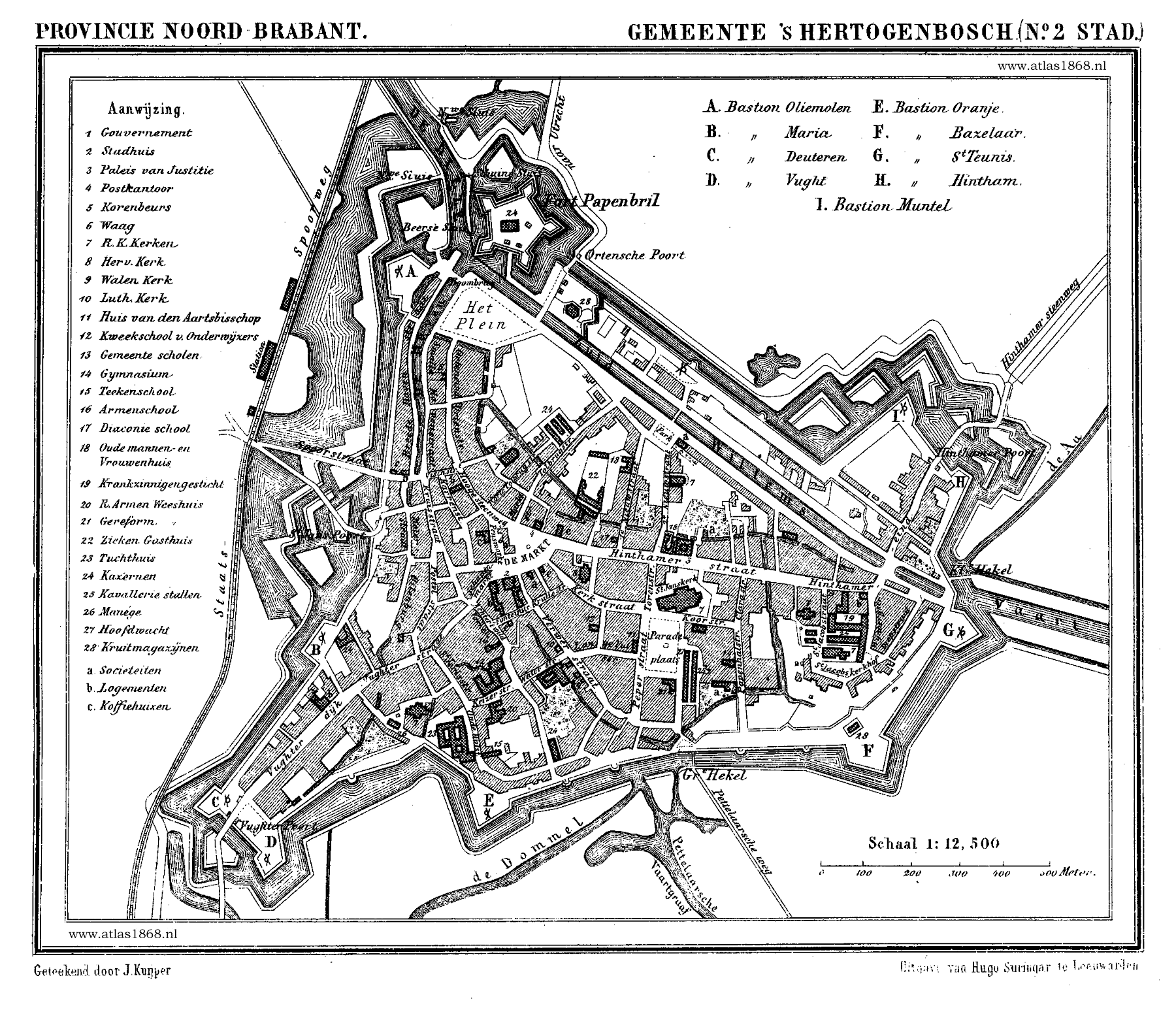
Stadtplan 1866 mit Lage der Zitadelle

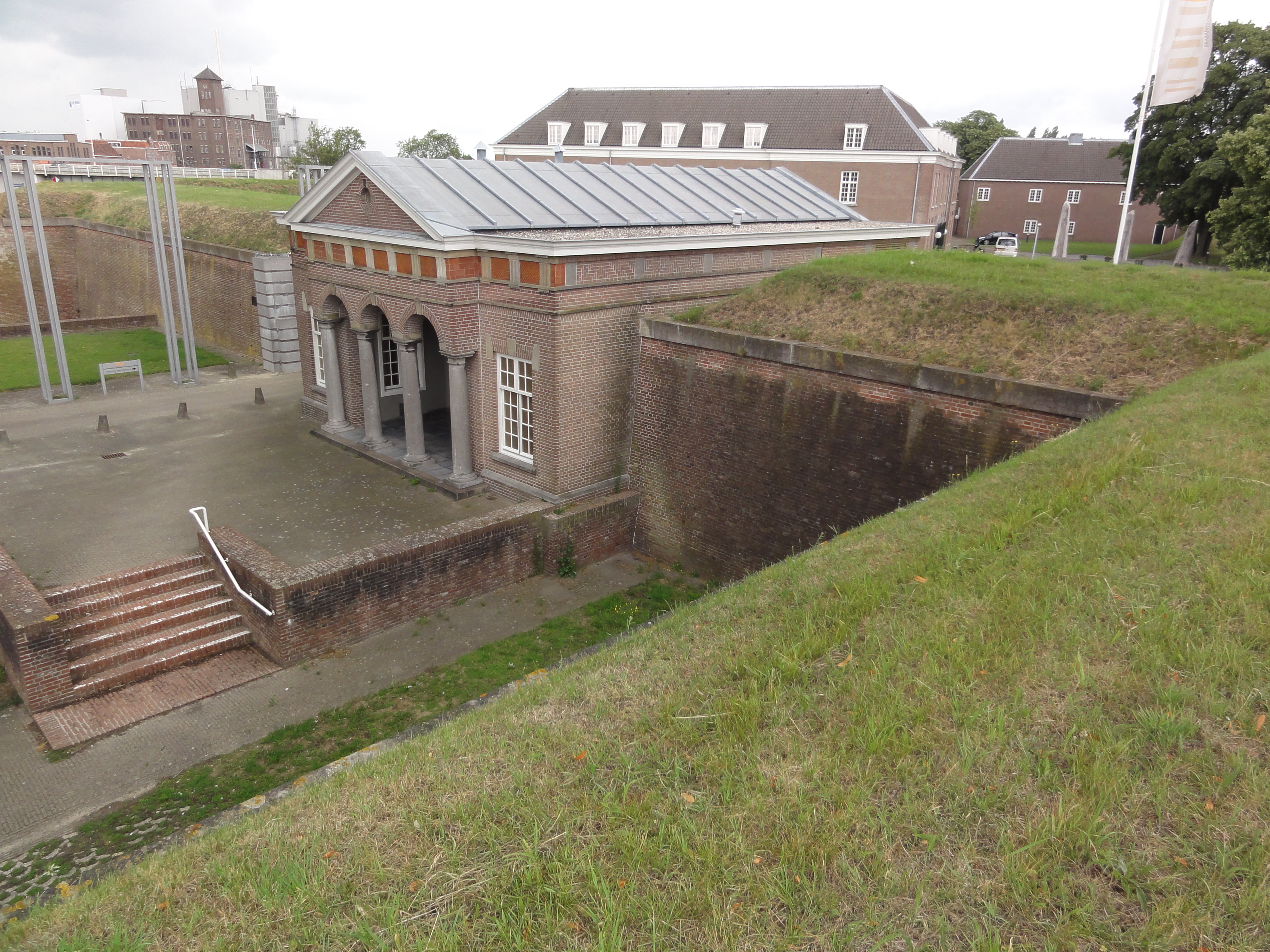
Torgebäude

Die Zitadelle von ’s-Hertogenbosch ist eine zwischen 1637 und 1645 angelegte frühere bastionierte Festung am Rand der Innenstadt von ’s-Hertogenbosch in den Niederlanden. Die Zitadelle wurde zur Abwehr spanischer Angriffe, aber auch gegen die katholischen Einwohner der Stadt errichtet.

## Geschichte
Mit dem Bau der Zitadelle in Form eines Fünfecks, die zunächst den Namen Fort Willem Maria trug, wurde kurz nach der Einnahme der Stadt durch die Niederländer im Jahr 1629 begonnen. Um der Zitadelle ein freies Schussfeld zu verschaffen, wurde das Quartier Ortheneind (Het Plein) zusammen mit der Sankt-Petrus- und Pauluskirche geschleift. Gegen Ende des 18. Jahrhunderts diente die Zitadelle als Kaserne, deren Gebäude 1848 erweitert wurden. In dieser Zeit erhielt sie die Bezeichnung Papenbril. Ein Teil der Zitadelle wurde 1880 zur Begradigung der Zuid-Willemsvaart geschleift. Die Kasernen wurden bei der Sanierung der Anlage 1984 abgebrochen. Ein viereckiges Gebäude wurde rekonstruiert und dient dem Reichsarchiv.